# Talpone

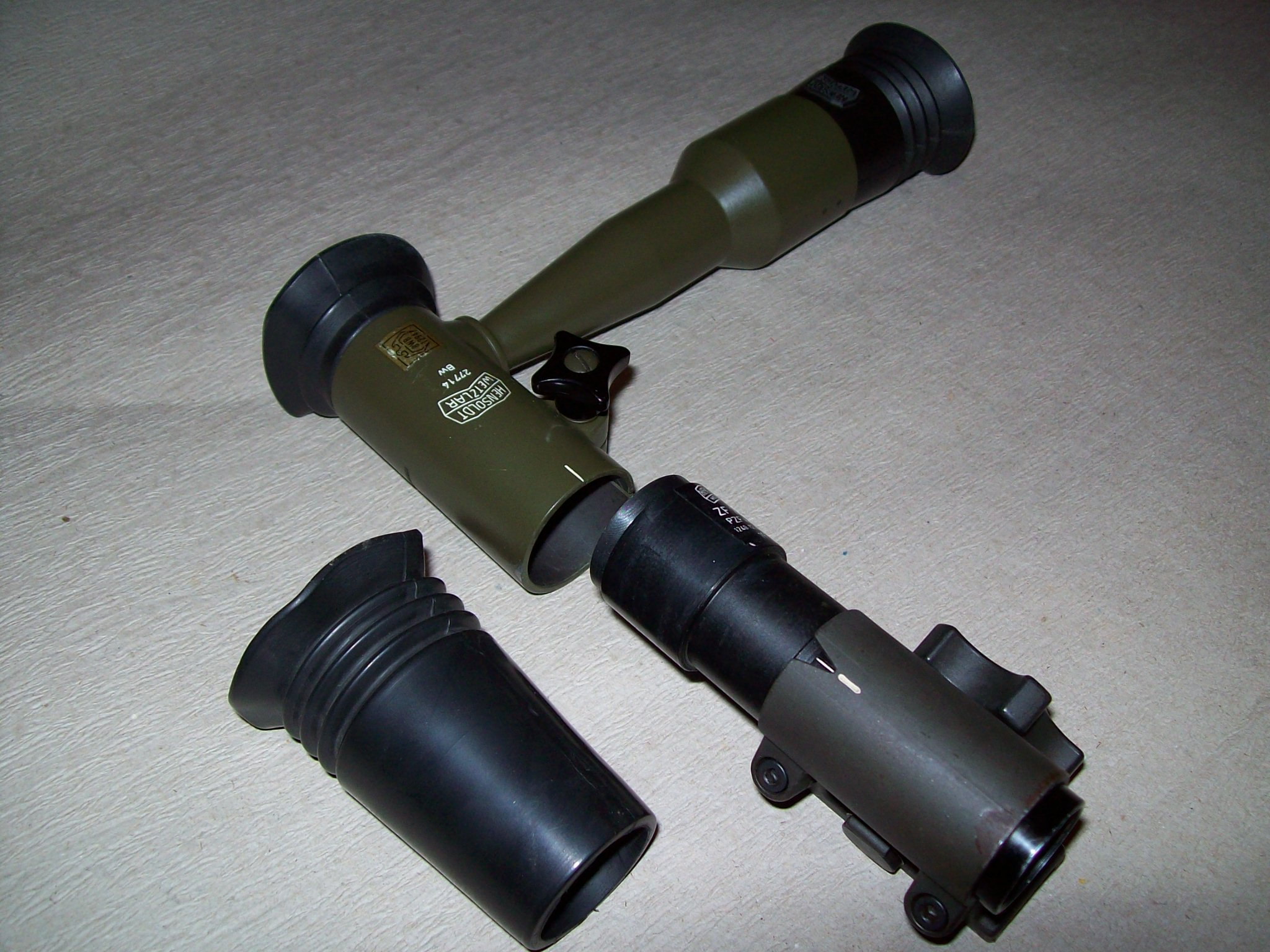
Talpone della Hensoldt AG Wetzlar per il Panzerfaust 44

Il talpone è uno strumento ottico che viene utilizzato per la regolazione del reciproco parallelismo tra il congegno di mira di un'arma da fuoco e l'asse della canna, un'operazione periodica per la manutenzione delle armi, detta rettifica della linea di mira.

## Descrizione
Lo strumento si compone di due parti, il talpone di volata, costituito da una corona metallica dotata di un crocifilo che viene inserita sulla bocca dell'arma ed uno strumento ottico tubolare, dotato di oculare, che si inserisce nella culatta, appunto, talpone di culatta. La regolazione avviene puntando, ad alzo zero, la bocca da fuoco verso un bersaglio noto utilizzando l'oculare del talpone, per poi verificare il parallelismo attraverso il congegno di mira, effettuando su di esso le necessarie regolazioni.

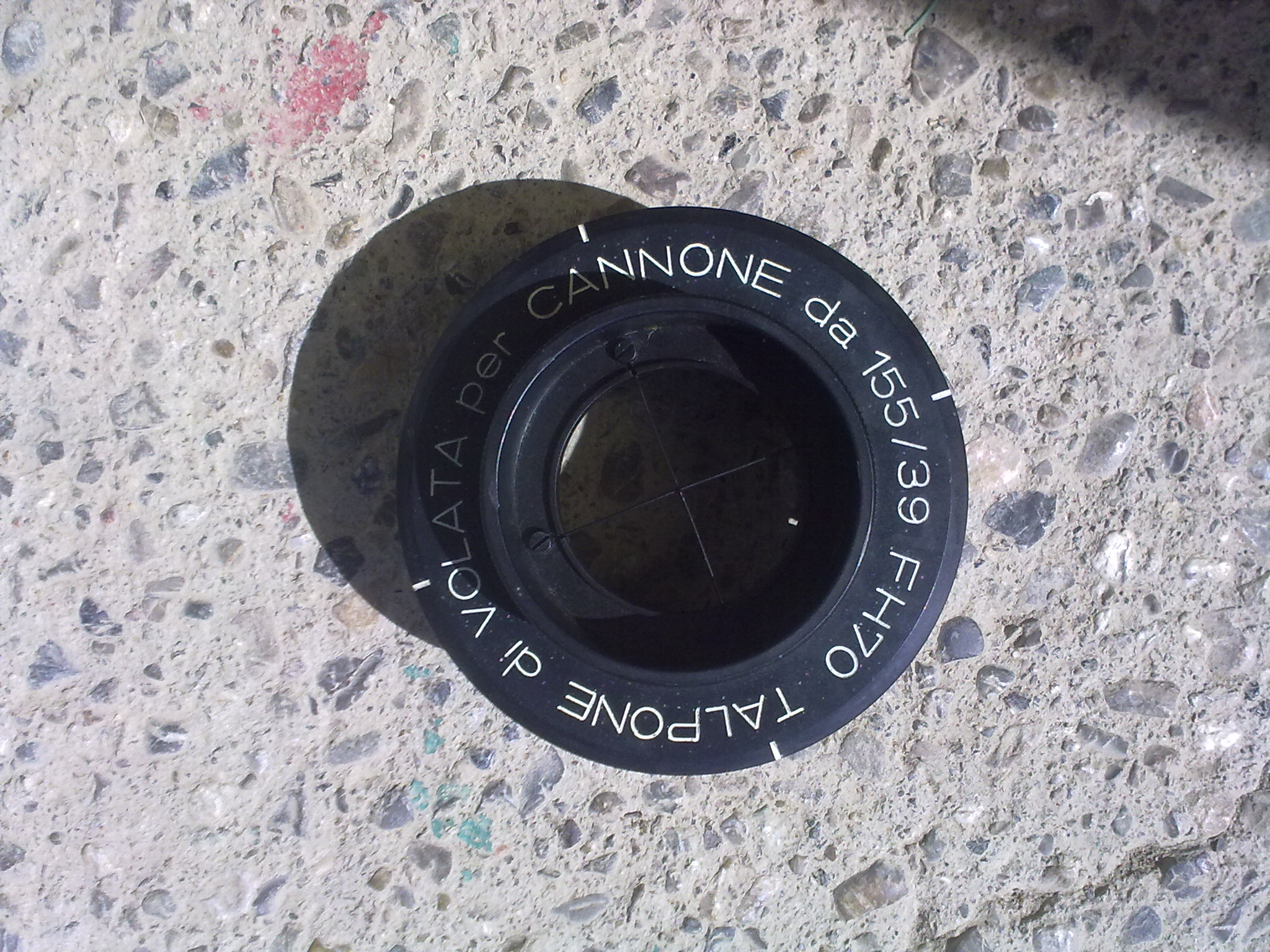
Talpone di volata per il 155 mm FH-70